# 拉斯卡布拉斯
34°17′30″S 71°18′35″W / 34.29167°S 71.30972°W

拉斯卡布拉斯（西班牙語：Las Cabras），是智利的城市，位於該國中部奧伊金斯將軍解放者大區的卡查波阿爾省，面積749.2平方公里，海拔高度126米，2012年人口21,798人，人口密度每平方公里29人。